# Стари Мартинац
Стари Мартинац је насељено мјесто у општини Србац, Република Српска, БиХ. Према попису становништва из 1991. у насељу је живјело 452 становника.

## Становништво
| Демографија | Демографија | Демографија |
| Година      | Становника  | Становника  |
| ----------- | ----------- | ----------- |
| 1948.       | 628         |             |
| 1953.       | 617         |             |
| 1961.       | 635         |             |
| 1971.       | 595         |             |
| 1981.       | 505         |             |
| 1991.       | 461         |             |
| 1993.       | 402         |             |